# Serie A Gold 2024-2025 (pallamano maschile)
La Serie A Gold 2024-2025 è stata la 56ª edizione del torneo di Serie A del campionato italiano di pallamano maschile e si è svolta dal 7 settembre 2024 al 7 giugno 2025.
A vincere il campionato è stato il Conversano, per l'ottava volta nella sua storia, che ha sconfitto in finale i Black Devils per 2-0 nella serie di finale.
A retrocedere in Silver sono state Secchia Rubiera e Camerano.

## Stagione

### Iscrizioni e ufficialità
Il 18 luglio a seguito del Consiglio Federale, vengono ufficializzate le compagini che prendono parte al campionato: tutte le squadre aventi diritto alla partecipazione si iscrivono regolarmente.

### Calendario e orari di gioco
Il 23 luglio viene pubblicato il calendario 2024-25. L'inizio della regular season è il 7 settembre, il termine il 3 maggio 2025. Dal 17 maggio all'11 giugno sono previsti semifinali e finali di playoff Scudetto e playout retrocessione. Le gare sono previste il sabato pomeriggio.

## Formula del torneo

### Stagione regolare
Il campionato si svolge tra 14 squadre che si affrontarono con la formula del girone unico all'italiana con partite di andata e ritorno.
Per ogni incontro i punti assegnati in classifica sono così determinati:
- due punti per la squadra che vinca l'incontro;
- un punto per il pareggio;
- zero punti per la squadra che perda l'incontro.

Al termine della stagione regolare le prime quattro classificata si qualificano per i playoff scudetto.
Le squadre classificate al 12º e al 13º posto si qualificano per i playout retrocessione. 
La squadra classificata al 14º posto viene retrocessa.

### Playoff scudetto
Le squadre classificate dal 1º al 4º posto in classifica al termine della fase regolare partecipano ai play-off scudetto, che si disputano con la formula ad eliminazione diretta di semifinali e finale 1º-2º posto al meglio di due gare su tre (la terza gara si disputa nel caso le prime due siano terminate con una vittoria per parte o con due pareggi, a prescindere dai risultati dei singoli incontri). La seconda e terza gara nelle semifinali e nella finale si disputano in casa della squadra meglio classificata al termine della fase regolare

### Playout retrocessione
La squadre classificate al 12º e 13º posto al termine della fase regolare partecipano ai play-out retrocessione, che si disputano con la formula ad eliminazione diretta al meglio di due gare su tre (la terza gara si disputa nel caso le prime due siano terminate con una vittoria per parte o con due pareggi, a prescindere dai risultati dei singoli incontri). La prima e terza gara si disputano in casa della squadra meglio classificata al termine della fase regolare. I play out retrocessione non si disputano nel caso in cui, al termine della stagione regolare, ci siano 8 o più punti di differenza tra la squadra 12° classificata e la squadra 13° classificata; in tal caso la squadra 13° classificata retrocede direttamente in serie A Silver.

### Verdetti
Al termine del campionato a seconda dei risultati ottenuti, vengono emessi i seguenti verdetti:
- Vincitrice dei playoff: viene proclamata campione d'Italia ed acquisisce il diritto a partecipare alla EHF European Cup;
- finalista dei playoff: acquisisce il diritto a partecipare alla EHF European Cup;
- terza classificata: acquisisce il diritto a partecipare alla EHF European Cup;
- perdente dei playout: retrocede in A Silver;
- ultima classificata: retrocede in A Silver.

## Squadre partecipanti
| Squadra          | Stagione | Città                              | Palasport                    | Stagione precedente        |
| ---------------- | -------- | ---------------------------------- | ---------------------------- | -------------------------- |
| Albatro Siracusa | dettagli | Siracusa                           | PalaAkradina                 | 8º posto                   |
| Black Devils     | dettagli | Merano (BZ)                        | Karl Wolf Arena              | 4º posto                   |
| Bozen            | dettagli | Bolzano                            | PalaGasteiner                | 6º posto                   |
| Brixen           | dettagli | Bressanone (BZ)                    | Fischzucht                   | 2º posto                   |
| Camerano         | dettagli | Camerano (AN)                      | PalaPrincipi                 | 1º posto in Serie A Silver |
| Cassano Magnago  | dettagli | Cassano Magnago (VA)               | PalaTacca                    | 5º posto                   |
| Chiaravalle      | dettagli | Chiaravalle (AN)                   | Palasport Via Firenze        | 2º posto in Serie A Silver |
| Cingoli          | dettagli | Cingoli (MC)                       | PalaQuaresima                | 10º posto                  |
| Conversano       | dettagli | Conversano (BA)                    | Pala San Giacomo             | 3º posto                   |
| Eppan            | dettagli | Appiano sulla strada del vino (BZ) | Raiffeisenhalle              | 9º posto                   |
| Junior Fasano    | dettagli | Fasano (BR)                        | Nuovo Palazzetto dello sport | Vincitore                  |
| Pressano         | dettagli | Lavis (TN)                         | PaLavis                      | 11º posto                  |
| Sassari          | dettagli | Sassari                            | PalaSantoru                  | 7º posto                   |
| Secchia Rubiera  | dettagli | Rubiera (RE)                       | PalaBursi                    | 13º posto                  |

## Risultati
| Andata      | Andata | 1ª/14ª giornata         | Ritorno | Ritorno    |
|             |        |                         |         |            |
| 7 settembre | 23-31  | Chiaravalle - Albatro   | 34-19   | 7 dicembre |
| 7 settembre | 28-23  | Black Devils - Pressano | 26-25   | 7 dicembre |
| 7 settembre | 49-38  | Brixen - Eppan          | 0-5     | 7 dicembre |
| 7 settembre | 14-23  | Camerano - Conversano   | 23-34   | 7 dicembre |
| 7 settembre | 33-24  | C. Magnago - Cingoli    | 28-26   | 7 dicembre |
| 7 settembre | 30-31  | J.Fasano - Bozen        | 29-33   | 7 dicembre |
| 7 settembre | 31-22  | Sassari - S.Rubiera     | 30-31   | 7 dicembre |

| Andata       | Andata | 2ª/15ª giornata        | Ritorno | Ritorno     |
|              |        |                        |         |             |
| 14 settembre | 29-29  | Bozen - C.Magnago      | 28-26   | 14 dicembre |
| 14 settembre | 28-26  | Eppan - Camerano       | 33-29   | 14 dicembre |
| 1 ott.       | 33-28  | Conversano - Sassari   | 28-29   | 15 dic.     |
| 14 settembre | 22-33  | S.Rubiera - J.Fasano   | 27-30   | 14 dicembre |
| 14 settembre | 30-24  | Albatro - Black Devils | 32-33   | 14 dicembre |
| 14 settembre | 25-21  | Cingoli - Chiaravalle  | 30-36   | 14 dicembre |
| 14 settembre | 36-35  | Pressano - Brixen      | 25-38   | 14 dicembre |

| Andata       | Andata | 3ª/16ª giornata        | Ritorno | Ritorno    |
|              |        |                        |         |            |
| 21 set.      | 27-37  | Chiaravalle - Bozen    | 31-30   | 8 febbraio |
| 16 ott.      | 31-29  | Black Devils - Cingoli | 27-27   | 8 febbraio |
| 21 settembre | 34-35  | Brixen - Albatro       | 31-31   | 8 febbraio |
| 21 settembre | 30-34  | Camerano - Pressano    | 34-31   | 8 febbraio |
| 21 settembre | 32-28  | C.Magnago - J.Fasano   | 34-27   | 8 febbraio |
| 16 ott.      | 41-26  | Conversano - S.Rubiera | 33-30   | 8 febbraio |
| 11 set.      | 29-24  | Sassari - Eppan        | 30-26   | 9 feb.     |

| Andata       | Andata | 4ª/17ª giornata        | Ritorno | Ritorno     |
|              |        |                        |         |             |
| 28 settembre | 38-37  | Bozen - Black Devils   | 32-32   | 15 febbraio |
| 28 settembre | 30-40  | Eppan - Conversano     | 27-43   | 15 febbraio |
| 28 settembre | 29-31  | Pressano - Sassari     | 20-22   | 16 feb.     |
| 28 settembre | 30-34  | S.Rubiera - C.Magnago  | 15-39   | 15 febbraio |
| 28 settembre | 31-28  | Albatro - Camerano     | 34-24   | 15 febbraio |
| 28 settembre | 28-34  | Cingoli - Brixen       | 35-37   | 12 feb.     |
| 28 settembre | 27-22  | J.Fasano - Chiaravalle | 23-24   | 15 feb.     |

| Andata    | Andata | 5ª/18ª giornata         | Ritorno | Ritorno     |
|           |        |                         |         |             |
| 5 ottobre | 20-25  | Chiaravalle - C.Magnago | 29-39   | 22 febbraio |
| 5 ottobre | 32-25  | Black Devils - J.Fasano | 30-30   | 22 febbraio |
| 5 ottobre | 33-36  | Brixen - Bozen          | 36-26   | 29 marzo    |
| 5 ottobre | 25-24  | Camerano - Cingoli      | 25-28   | 22 febbraio |
| 5 ottobre | 34-26  | Eppan - S.Rubiera       | 33-25   | 22 febbraio |
| 5 ottobre | 33-15  | Conversano - Pressano   | 26-20   | 22 febbraio |
| 5 ottobre | 33-26  | Sassari - Albatro       | 27-31   | 22 febbraio |

| Andata     | Andata | 6ª/19ª giornata          | Ritorno | Ritorno |
|            |        |                          |         |         |
| 12 ottobre | 28-27  | Bozen - Camerano         | 31-29   | 8 marzo |
| 12 ottobre | 37-28  | Pressano - Eppan         | 26-19   | 8 marzo |
| 12 ottobre | 28-32  | Cingoli - Sassari        | 33-32   | 8 marzo |
| 12 ottobre | 22-26  | S.Rubiera - Chiaravalle  | 32-32   | 8 marzo |
| 12 ottobre | 27-31  | Albatro - Conversano     | 35-31   | 8 marzo |
| 12 ottobre | 30-30  | J.Fasano - Brixen        | 25-36   | 8 marzo |
| 12 ottobre | 37-25  | C.Magnago - Black Devils | 21-28   | 8 marzo |

| Andata     | Andata | 7ª/20ª giornata            | Ritorno | Ritorno  |
|            |        |                            |         |          |
| 19 ottobre | 32-20  | Black Devils - Chiaravalle | 34-34   | 22 marzo |
| 19 ottobre | 23-25  | Camerano - J.Fasano        | 24-25   | 22 marzo |
| 22 ott.    | 26-33  | Brixen - C.Magnago         | 39-39   | 22 marzo |
| 19 ottobre | 32-25  | Conversano - Cingoli       | 28-29   | 22 marzo |
| 19 ottobre | 23-32  | Eppan - Albatro            | 23-29   | 22 marzo |
| 19 ottobre | 28-22  | Pressano - S.Rubiera       | 24-27   | 22 marzo |
| 16 ott.    | 29-27  | Sassari - Bozen            | 38-31   | 23 marzo |

| Andata     | Andata | 8ª/21ª giornata          | Ritorno | Ritorno  |
|            |        |                          |         |          |
| 26 ottobre | 24-31  | Chiaravalle - Brixen     | 33-34   | 5 aprile |
| 26 ottobre | 33-27  | Albatro - Pressano       | 31-24   | 5 aprile |
| 26 ottobre | 30-30  | Cingoli - Eppan          | 35-34   | 5 aprile |
| 26 ottobre | 18-27  | S.Rubiera - Black Devils | 24-30   | 5 aprile |
| 26 ottobre | 22-33  | Bozen - Conversano       | 27-33   | 5 aprile |
| 12 nov.    | 27-29  | J.Fasano - Sassari       | 24-34   | 5 aprile |
| 26 ott.    | 34-18  | C.Magnago - Camerano     | 29-28   | 5 aprile |

| Andata     | Andata | 9ª/22ª giornata        | Ritorno | Ritorno  |
|            |        |                        |         |          |
| 20 nov.    | 25-31  | Camerano - Chiaravalle | 24-32   | 9 aprile |
| 30 ottobre | 25-16  | Conversano - J.Fasano  | 29-26   | 9 aprile |
| 30 ottobre | 30-32  | Brixen - Black Devils  | 34-40   | 9 aprile |
| 30 ottobre | 35-22  | Albatro - S.Rubiera    | 36-16   | 9 aprile |
| 30 ottobre | 34-37  | Eppan - Bozen          | 36-35   | 9 aprile |
| 30 ottobre | 32-29  | Pressano - Cingoli     | 29-32   | 9 aprile |
| 31 ott.    | 29-27  | Sassari - C.Magnago    | 21-29   | 9 aprile |

| Andata     | Andata | 10ª/23ª giornata        | Ritorno | Ritorno   |
|            |        |                         |         |           |
| 2 novembre | 23-29  | Chiaravalle - Sassari   | 30-38   | 12 aprile |
| 2 novembre | 24-24  | Bozen - Pressano        | 27-27   | 12 aprile |
| 2 novembre | 24-32  | Cingoli - Albatro       | 31-33   | 12 aprile |
| 2 novembre | 24-37  | S.Rubiera - Brixen      | 32-37   | 12 aprile |
| 2 novembre | 25-23  | C.Magnago - Conversano  | 21-22   | 12 aprile |
| 2 novembre | 38-28  | J.Fasano - Eppan        | 27-26   | 12 aprile |
| 2 novembre | 37-32  | Black Devils - Camerano | 29-25   | 12 aprile |

| Andata      | Andata | 11ª/24ª giornata         | Ritorno | Ritorno   |
|             |        |                          |         |           |
| 16 novembre | 23-35  | Camerano - Brixen        | 29-36   | 19 aprile |
| 16 novembre | 27-29  | Pressano - J.Fasano      | 29-27   | 19 aprile |
| 16 novembre | 21-26  | Sassari - Black Devils   | 27-33   | 19 aprile |
| 16 novembre | 27-26  | Cingoli - S.Rubiera      | 30-29   | 19 aprile |
| 16 novembre | 28-28  | Eppan - C.Magnago        | 24-37   | 19 aprile |
| 16 novembre | 36-18  | Conversano - Chiaravalle | 30-20   | 19 aprile |
| 16 novembre | 26-25  | Albatro - Bozen          | 32-28   | 19 aprile |

| Andata      | Andata | 12ª/25ª giornata          | Ritorno | Ritorno |
|             |        |                           |         |         |
| 26 nov.     | 31-31  | Brixen - Sassari          | 32-36   | 25 apr. |
| 23 novembre | 35-23  | Bozen - Cingoli           | 28-34   | 25 apr. |
| 23 novembre | 25-27  | J.Fasano - Albatro        | 25-33   | 27 apr. |
| 23 novembre | 30-26  | C.Magnago - Pressano      | 31-28   | 27 apr. |
| 23 novembre | 26-24  | Black Devils - Conversano | 39-34   | 25 apr. |
| 23 novembre | 26-27  | Chiaravalle - Eppan       | 30-34   | 27 apr. |
| 23 novembre | 28-20  | Camerano - S.Rubiera      | 25-24   | 25 apr. |

| Andata      | Andata | 13ª/26ª giornata       | Ritorno | Ritorno  |
|             |        |                        |         |          |
| 30 novembre | 26-30  | Albatro - C.Magnago    | 25-29   | 3 maggio |
| 30 novembre | 29-29  | Eppan - Black Devils   | 27-34   | 3 maggio |
| 30 novembre | 36-32  | Conversano - Brixen    | 33-31   | 3 maggio |
| 30 novembre | 28-30  | Pressano - Chiaravalle | 21-23   | 3 maggio |
| 30 novembre | 24-26  | S.Rubiera - Bozen      | 33-36   | 3 maggio |
| 30 novembre | 31-32  | Cingoli - J.Fasano     | 25-35   | 3 maggio |
| 30 novembre | 39-29  | Sassari - Camerano     | 34-27   | 3 maggio |

## Classifica
Fonte: sito ufficiale federhandball
|  | Pos. | Squadra          | Pt | G  | V  | N | S  | GF  | GS  | D    |
|  | ---- | ---------------- | -- | -- | -- | - | -- | --- | --- | ---- |
|  | 1.   | Cassano Magnago  | 41 | 26 | 19 | 3 | 4  | 798 | 671 | +128 |
|  | 2.   | Black Devils     | 41 | 26 | 18 | 5 | 3  | 801 | 728 | +73  |
|  | 3.   | Albatro Siracusa | 41 | 26 | 20 | 1 | 5  | 807 | 690 | +117 |
|  | 4.   | Conversano       | 40 | 26 | 20 | 0 | 6  | 814 | 661 | +153 |
|  | 5.   | Sassari          | 37 | 25 | 18 | 1 | 7  | 789 | 727 | +62  |
|  | 6.   | Brixen           | 28 | 26 | 12 | 4 | 10 | 858 | 795 | +63  |
|  | 7.   | Bozen            | 28 | 26 | 12 | 4 | 10 | 787 | 792 | -5   |
|  | 8.   | Junior Fasano    | 22 | 26 | 10 | 2 | 14 | 717 | 743 | -26  |
|  | 9.   | Cingoli          | 20 | 26 | 9  | 2 | 15 | 742 | 796 | -54  |
|  | 10.  | Eppan            | 19 | 26 | 8  | 3 | 15 | 729 | 807 | -78  |
|  | 11.  | Chiaravalle      | 18 | 26 | 8  | 2 | 16 | 684 | 778 | -94  |
|  | 12.  | Pressano         | 16 | 26 | 7  | 2 | 17 | 695 | 745 | -50  |
|  | 13.  | Camerano         | 8  | 26 | 4  | 0 | 22 | 673 | 788 | -115 |
|  | 14.  | Secchia Rubiera  | 5  | 26 | 2  | 1 | 23 | 649 | 822 | -173 |

Legenda:
  Ammessi ai play-off scudetto;
  Campione d'Italia;
      Qualificata ai playoff scudetto e all'European Cup;
      Retrocessa in Serie A Silver.

## Spareggi

### Playoff
|  | Semifinali         | Semifinali         | Semifinali        | Semifinali | Semifinali |  |  | Finale         | Finale         | Finale         | Finale | Finale |  |
|  |                    |                    |                   |            |            |  |  |                |                |                |        |        |  |
|  | 1 Cassano Magnago  | 1 Cassano Magnago  | 1 Cassano Magnago | 22         | 27         |  |  |                |                |                |        |        |  |
|  | 4 Conversano       | 4 Conversano       | 4 Conversano      | 22         | 28         |  |  | 4 Conversano   | 4 Conversano   | 4 Conversano   | 33     | 34     |  |
|  | 2 Black Devils     | 2 Black Devils     | 29                | 24         | 31         |  |  | 2 Black Devils | 2 Black Devils | 2 Black Devils | 28     | 31     |  |
|  | 3 Albatro Siracusa | 3 Albatro Siracusa | 24                | 29         | 24         |  |  |                |                |                |        |        |  |

#### Semifinali
| Arbitri: | M. Carrino S. Pellegrino (Napoli) |

|           |           |            |
| Moretti 7 | Marcatori | Marrochi 6 |

| Arbitri: | C. Dionisi S. Maccarone (L'Aquila) |

|                      |           |            |
| Brenne, Scaramelli 7 | Marcatori | Moretti 11 |

| Arbitri: | G. Merisi (Gallarate) A. Pepe (Sassari) |

|             |           |          |
| Fadanelli 7 | Marcatori | Cirilo 7 |

| Arbitri: | C. Cardone L. Cardone (Napoli) |

|             |           |             |
| Angiolini 9 | Marcatori | Fadanelli 6 |

| Arbitri: | G. Fato L. Guarini (Fasano) |

|             |           |           |
| Starčević 9 | Marcatori | Pauloni 8 |

#### Finale
| Arbitri: | C. Dionisi S. Maccarone |

|         |           |                 |
| Romei 8 | Marcatori | tre giocatori 6 |

| Arbitri: | M. Carrino S. Pellegrino (Napoli) |

|                  |           |              |
| Brenne, Midtun 6 | Marcatori | Starčević 10 |

## Allenatori, capitani e primatisti
| Squadra                             | Allenatore                                                           | Capitano                          | Capocannoniere (tra parentesi il numero dei gol segnati) |
| ----------------------------------- | -------------------------------------------------------------------- | --------------------------------- | -------------------------------------------------------- |
| Teamnetwork Albatro Siracusa        | Mateo Garralda                                                       | Pedro Hermones                    | Juan Pauloni (138)                                       |
| Alperia Black Devils                | Jürgen Prantner                                                      | Andreas Stricker                  | Ratko Starčević (134)                                    |
| SSV Bozen Loacker-Volksbank         | Mario Šporčić                                                        | Jonas Walcher Dean Turković       | Erik Udovičić (168)                                      |
| SSV Brixen Handball                 | Pierandrea Izzi (1ª-7ª) Rudolf Neuner (8ª-)                          | Ardian Iballi                     | Paulo De Oliveira (175)                                  |
| Pallamano Camerano                  | Rui Carvalho (1ª-14ª) Roberto Scandali (15ª) Giuseppe Tedesco (16ª-) | Gianmarco Marinelli               | Vincenzo Laera (109)                                     |
| Cassano Magnago                     | Matteo Bellotti                                                      | Mattia Dorio                      | Alessio Moretti (153)                                    |
| Publiesse Chiaravalle               | Andrea Guidotti                                                      | Valerio Sampaolo                  | Fehmi Hammouda (149)                                     |
| Macagi Cingoli                      | Sergio Palazzi                                                       | Diego Strappini                   | Louay Makhlouf (149)                                     |
| Accademia Pallamano Conversano 1973 | Alessandro Tarafino                                                  | Jacopo Lupo Pablo Marrochi        | Luciano Scaramelli (174)                                 |
| ASV Sparer Eppan                    | Otto Forer (1ª-10ª) Marcello Rizzi (11ª-)                            | Jan-Niklas Oberrauch              | Jan-Niklas Oberrauch (130)                               |
| Junior Fasano                       | Domenico Iaia                                                        | Željko Beharević Alessandro Leban | Pablo Cantore (133)                                      |
| Pallamano Pressano BTS              | Branko Dumnić                                                        | Nicola Folgheraiter               | Hatem Hamouda (222)                                      |
| Raimond Ego Sassari                 | Antonj Laera (1ª-18ª) Luigi Passino (19ª) Ratko Đurković (20ª-)      | Bruno Brzić                       | Dino Hamidović (196)                                     |
| Pallamano Secchia Rubiera           | Luca Galluccio (1ª-16ª) Matteo Corradini (17ª-)                      | Andrea Benci                      | Álvaro De la Santa (113)                                 |

## Statistiche

### Squadre

#### Capoliste solitarie
|    | —— | ——      | ——      | —— | —— | ——         | ——         | ——         | ——         | ——  | ——  | ——  | ——  | ——  | ——  | ——  | ——  | ——  | ——  | ——  | ——  | ——      | ——      | ——      | ——  | —— |  |
|    |    | Albatro | Albatro |    |    | Conversano | Conversano | Conversano | Conversano |     |     |     |     |     |     |     |     |     |     |     |     | Albatro | Albatro | Albatro |     |    |  |
|    |    |         |         |    |    |            |            |            |            |     |     |     |     |     |     |     |     |     |     |     |     |         |         |         |     |    |  |
|    |    |         |         |    |    |            |            |            |            |     |     |     |     |     |     |     |     |     |     |     |     |         |         |         |     |    |  |
| 1ª | 2ª | 3ª      | 4ª      | 5ª | 6ª | 7ª         | 8ª         | 9ª         | 10ª        | 11ª | 12ª | 13ª | 14ª | 15ª | 16ª | 17ª | 18ª | 19ª | 20ª | 21ª | 22ª | 23ª     | 24ª     | 25ª     | 26ª |    |  |

#### Classifica in divenire
|                 | 1ª | 2ª | 3ª | 4ª | 5ª | 6ª | 7ª  | 8ª  | 9ª | 10ª | 11ª | 12ª | 13ª | 14ª | 15ª | 17ª | 16ª | 18ª | 19ª | 20ª | 21ª | 22ª | 23ª | 24ª | 25ª | 26ª |
| --------------- | -- | -- | -- | -- | -- | -- | --- | --- | -- | --- | --- | --- | --- | --- | --- | --- | --- | --- | --- | --- | --- | --- | --- | --- | --- | --- |
| Albatro         | 2  | 4  | 6  | 8  | 8  | 8  | 10  | 12  | 14 | 16  | 18  | 20  | 20  | 22  | 22  | 23  | 25  | 27  | 29  | 31  | 33  | 35  | 37  | 39  | 41  | 41  |
| Black Devils    | 2  | 2  | 2* | 2  | 4  | 4  | 8*  | 10  | 12 | 14  | 16  | 18  | 19  | 21  | 23  | 24  | 25  | 26  | 28  | 29  | 31  | 33  | 35  | 37  | 39  | 41  |
| Bozen           | 2  | 3  | 5  | 7  | 9  | 11 | 11  | 11  | 13 | 14  | 14  | 16  | 18  | 20  | 22  | 22  | 23  | 23  | 25  | 25  | 25  | 25  | 26  | 26  | 26  | 28  |
| Brixen          | 2  | 2  | 2  | 4  | 4  | 5  | 7   | 7   | 7  | 9   | 11  | 12  | 12  | 12  | 14  | 15  | 17  | 17* | 19  | 20  | 24* | 24  | 26  | 28  | 28  | 28  |
| Camerano        | 0  | 0  | 0  | 0  | 2  | 2  | 2   | 2   | 2  | 2   | 2   | 4   | 4   | 4   | 4   | 6   | 6   | 6   | 6   | 6   | 6   | 6   | 6   | 6   | 8   | 8   |
| Cassano Magnago | 2  | 3  | 5  | 7  | 9  | 11 | 13  | 15  | 15 | 17  | 18  | 20  | 22  | 24  | 24  | 26  | 28  | 30  | 30  | 31  | 33  | 35  | 35  | 37  | 39  | 41  |
| Chiaravalle     | 0  | 0  | 0  | 0  | 0  | 2  | 2   | 2   | 2* | 2   | 2   | 4*  | 6   | 6   | 8   | 10  | 12  | 12  | 13  | 14  | 14  | 16  | 16  | 16  | 16  | 18  |
| Cingoli         | 0  | 2  | 2  | 2  | 2  | 2  | 2   | 3   | 3  | 3   | 5   | 5   | 5   | 5   | 5   | 6   | 6   | 8   | 10  | 12  | 14  | 16  | 16  | 18  | 20  | 20  |
| Conversano      | 2  | 2* | 2* | 4  | 8* | 10 | 14* | 16  | 18 | 18  | 20  | 20  | 22  | 24  | 24  | 26  | 28  | 30  | 30  | 30  | 32  | 34  | 36  | 38  | 38  | 40  |
| Eppan           | 0  | 2  | 2  | 2  | 4  | 4  | 4   | 5   | 5  | 5   | 6   | 8   | 9   | 11  | 13  | 13  | 13  | 15  | 15  | 15  | 15  | 17  | 17  | 17  | 19  | 19  |
| Junior Fasano   | 0  | 2  | 2  | 4  | 4  | 5  | 7   | 7   | 7  | 9   | 11  | 11  | 13  | 13  | 15  | 15  | 15  | 16  | 16  | 18  | 18  | 18  | 20  | 20  | 20  | 22  |
| Pressano        | 0  | 2  | 4  | 4  | 4  | 6  | 8   | 8   | 10 | 11  | 11  | 11  | 11  | 11  | 11  | 11  | 11  | 11  | 13  | 13  | 13  | 13  | 14  | 16  | 16  | 16  |
| Sassari         | 2  | 2  | 4  | 6  | 8  | 10 | 12  | 12* | 14 | 16  | 18* | 19  | 21  | 21  | 23  | 25  | 27  | 27  | 27  | 29  | 31  | 31  | 33  | 33  | 35  | 37  |
| Secchia Rubiera | 0  | 0  | 0  | 0  | 0  | 0  | 0   | 0   | 0  | 0   | 0   | 0   | 0   | 2   | 2   | 2   | 2   | 2   | 3   | 5   | 5   | 5   | 5   | 5   | 5   | 5   |

NOTA: l'asterisco indica che l'incontro è stato rinviato o sospeso ed è presente sia in corrispondenza del turno rinviato sia in corrispondenza del turno immediatamente successivo al recupero: esso serve a segnalare che, nella stessa giornata successiva al recupero, la formazione vincente dispone di un punteggio maggiore. L'asterisco non compare con la squadra che esce sconfitta dal recupero (né in corrispondenza del rinvio, né per il recupero stesso), invece è da usare con entrambe le squadre se il recupero termina con un pareggio: in caso di pareggio o vittoria nella partita del recupero, può comportare un incremento potenziale "anomalo" (cioè superiore ai 2 punti) nella giornata seguente dove il punteggio terrà conto di entrambe le partite (quella recuperata nel turno precedente e quella regolarmente giocata nel turno successivo: pareggio-pareggio = 2 punti; pareggio-vittoria o vittoria-pareggio = 3 punti; vittoria-vittoria = 4 punti).

#### Classifiche di rendimento

##### Rendimento andata-ritorno
| Andata       | Andata | Ritorno      | Ritorno |
|              |        |              |         |
| Conversano   | 22     | Black Devils | 22      |
| C.Magnago    | 22     | Albatro      | 21      |
| Sassari      | 21     | C.Magnago    | 19      |
| Albatro      | 20     | Conversano   | 18      |
| Black Devils | 19     | Brixen       | 16      |
| Bozen        | 18     | Sassari      | 16      |
| J.Fasano     | 13     | Cingoli      | 15      |
| Brixen       | 12     | Chiaravalle  | 12      |
| Pressano     | 11     | Eppan        | 10      |
| Eppan        | 9      | Bozen        | 10      |
| Chiaravalle  | 6      | J.Fasano     | 9       |
| Cingoli      | 5      | S.Rubiera    | 5       |
| Camerano     | 4      | Pressano     | 5       |
| S.Rubiera    | 0      | Camerano     | 4       |

##### Rendimento casa-trasferta
| Casa         | Casa | Trasferta    | Trasferta |
|              |      |              |           |
| C.Magnago    | 23   | Albatro      | 20        |
| Black Devils | 23   | C.Magnago    | 18        |
| Sassari      | 22   | Black Devils | 18        |
| Conversano   | 22   | Bozen        | 16        |
| Albatro      | 21   | Conversano   | 18        |
| Brixen       | 15   | Sassari      | 15        |
| Cingoli      | 14   | Brixen       | 13        |
| J.Fasano     | 12   | Chiaravalle  | 10        |
| Bozen        | 12   | J.Fasano     | 10        |
| Eppan        | 10   | Eppan        | 9         |
| Pressano     | 9    | Pressano     | 7         |
| Chiaravalle  | 7    | Cingoli      | 6         |
| S.Rubiera    | 4    | Camerano     | 4         |
| Camerano     | 4    | S.Rubiera    | 1         |

#### Primati stagionali
Squadre
- Maggior numero di vittorie: Albatro, Conversano (20)
- Maggior numero di pareggi: Black Devils (5)
- Maggior numero di sconfitte: Secchia Rubiera (23)
- Minor numero di vittorie: Secchia Rubiera (2)
- Minor numero di pareggi: Conversano, Camerano (0)
- Minor numero di sconfitte: Black Devils (3)
- Miglior attacco: Brixen (858 gol fatti)
- Peggior attacco: Secchia Rubiera (649 gol fatti)
- Miglior difesa: Conversano (661 gol subiti)
- Peggior difesa: Secchia Rubiera (822 gol subiti)
- Miglior differenza reti: Conversano (+153)
- Peggior differenza reti: Secchia Rubiera (-173)
- Miglior serie positiva: Black Devils (20, 7ª-26ª giornata)
- Peggior serie negativa: Secchia Rubiera (13, 1ª-13ª giornata)

Partite
- Più gol: Brixen-Eppan 49-38 (87, 1ª giornata)
- Meno gol: Camerano-Conversano 14-23 (37, 1ª giornata)
- Maggior scarto di gol: Cassano Magnago-Secchia Rubiera 39-15 (24, 17ª giornata)
- Maggior numero di reti in una giornata: 433 (25ª giornata)

### Giocatori

#### Classifica marcatori
| Gol |  |  | Giocatore          | Squadra         |
| --- |  |  | ------------------ | --------------- |
| 222 |  |  | Hatem Hamouda      | Pressano        |
| 196 |  |  | Dino Hamidović     | Sassari         |
| 175 |  |  | Paulo De Oliveira  | Brixen          |
| 168 |  |  | Erik Udovičić      | Bozen           |
| 158 |  |  | Luciano Scaramelli | Conversano      |
| 153 |  |  | Niko Martinović    | Bozen           |
| 149 |  |  | Fehmi Hammouda     | Chiaravalle     |
| 149 |  |  | Louay Makhlouf     | Cingoli         |
| 142 |  |  | Tomás Cañete       | Brixen          |
| 135 |  |  | Alessio Moretti    | Cassano Magnago |
| 133 |  |  | Pablo Cantore      | Junior Fasano   |

## Campioni
| Vincitore Serie A Gold 2024-2025 |
| -------------------------------- |
| Pallamano Conversano 8º titolo   |

### Formazione tipo
| N. | Giocatore           | Ruolo            |
| -- | ------------------- | ---------------- |
| 16 | Francesco Scarcelli | Portiere         |
| 13 | Demis Radovčić      | Ala sinistra     |
| 6  | Davide Bulzamini    | Terzino sinistro |
| 25 | Pablo Marrochi      | Centrale         |
| 11 | Leif-Erik Brenne    | Terzino destro   |
| 4  | Luciano Scaramelli  | Ala destra       |
| 9  | Øystein Midtun      | Pivot            |